# 龍蝦瘟疫真菌
龍蝦瘟疫真菌（學名：Aphanomyces astaci）是一種會感染淡水龍蝦的水黴，歐洲河螯蝦屬的生物在感染之後的數個星期內就會死去。澳大利亞、新幾內亞和日本的龍蝦也有感染的可能。被國際自然保護聯盟物種存續委員會的入侵物種專家小組（ISSG）列入世界百大外來入侵種。

## 分佈
1859年龍蝦瘟疫真菌首次出現在歐洲的意大利，當時的寄主可能是進口自北美的一些龍蝦， 也可能是來自壓艙水。 隨後這種真菌便迅速傳播到了整個歐洲。

## 描述
感染龍蝦瘟疫真菌的龍蝦尾部會變成白色或紅褐色。 雖然這種真菌原先的寄主，即產自北美的通訊螯蝦對其有抵抗力， 但至今仍沒有任何歐洲的龍蝦可以在感染此真菌後存活。 其孢子對溫度變化敏感。

## 措施
爲了防止龍蝦瘟疫真菌的蔓延，歐洲許多水產業部門都對區域間運輸時攜帶的水（例如壓倉水）有一定限額。同時规定在使用进口龍蝦作釣餌時，必须事先經過−10 °C（14 °F）以下低溫對其进行至少一天的冷凍處理。龍蝦瘟疫真菌的孢子在短短几周內就可以蔓延到整個水域，並感染當地龍蝦。

## 外部連結
- . Environment Agency. June 2, 2011  [2014-04-18]. （原始内容存档于2013-12-19）.
- Global Invasive Species Database （页面存档备份，存于）
- Canadian Fisheries and Oceans Crayfish Plague information （页面存档备份，存于）
- Trade Environment Database Case Study on Crayfish Plague （页面存档备份，存于）